# Parrhasius selika
Parrhasius selika is een vlinder uit de familie van de Lycaenidae. De wetenschappelijke naam van de soort werd als Thecla selika in 1874 gepubliceerd door William Chapman Hewitson.

## Synoniemen
- Thecla appula Hewitson, 1874